# Список символов штатов США (собаки)

Карта США, красным обозначены штаты, имеющие официальный символ

Одиннадцать штатов США присвоили статус символа штата определённым породам собак. Первым из штатов, определившимся с символом, стал Мэриленд, провозгласивший таковым породу чесапик-бей ретривер в 1964 году. В следующем году Пенсильвания провозгласила официальной породой штата немецкого дога. Часто символами штатов становятся породы, появившиеся в этих штатах. Северная Каролина избрала в качестве символа плотт-хаунда, единственную породу, зародившуюся там. Другими породами-символами, выведенными в штатах, стали бостон-терьер (Массачусетс) и аляскинский маламут (Аляска). Пенсильванцы выбрали немецкого дога не исходя из факта происхождения породы, а поскольку первые поселенцы будущего штата привезли с собой этих собак и использовали их для охоты и работы; также в качестве символа Пенсильвании рассматривался вариант бигля, также появившегося во времена колонизации.
Две из последних кампаний по выбору официальных пород штатов были начаты детьми. В 2007 году идея маленькой девочки Пейдж Хилл выросла в кампанию по продвижению аляскинского маламута; в 2009 году было внесено предложение, а в 2010 вышел и сам закон, утвердивший собаку в качестве символа. Ученики начальной школы из города Бедфорд, Нью-Гэмпшир успешно завершили кампанию по выдвижению в качестве символа породы чинук в 2009 году.
В некоторых штатах было проведено множество кампаний по выдвижению пород-символов. Например, штат Джорджия пытается выбрать официальную породу с 1991 года. В различные времена не смогли пройти законы о присвоении статуса символа золотистого ретривера и бульдога, являющегося талисманом Университета Джорджии. В 2004 году была предпринята попытка сделать символом штата Вашингтон породу сибирский хаски, но Палата Представителей отклонила билль. В 2006 году было предложено выбрать символ Нью Йорка, в настоящее время пока ещё официальной породы у штата нет. В 2008 лабрадор ретривер был предложен журналистами в качестве символа Колорадо. Жители Канзаса предложили в качестве символа керн-терьера, поскольку собака этой породы сыграла роль Тото в фильме Волшебник страны Оз.
Штаты Делавэр и Южная Дакота не имеют официально закреплённых пород, но причисляют к своим символам серую лисицу и койота соответственно, — диких животных из семейства псовых.

## Список пород
| Штат              | Порода                        | Изображение | Год принятия | Источник |
| ----------------- | ----------------------------- | ----------- | ------------ | -------- |
| Аляска            | Аляскинский маламут           |             | 2010         | [ 16 ]   |
| Вирджиния         | Американский фоксхаунд        |             | 1966         | [ 17 ]   |
| Висконсин         | Американский водяной спаниель |             | 1985         | [ 18 ]   |
| Луизиана          | Леопардовая собака Катахулы   |             | 1979         | [ 1 ]    |
| Массачусетс       | Бостон-терьер                 |             | 1979         | [ 1 ]    |
| Мэриленд          | Чесапик-бей ретривер          |             | 1964         | [ 1 ]    |
| Нью-Гэмпшир       | Чинук                         |             | 2009         | [ 9 ]    |
| Пенсильвания      | Немецкий дог                  |             | 1965         | [ 19 ]   |
| Северная Каролина | Плотт-хаунд                   |             | 1989         | [ 1 ]    |
| Техас             | Блю-лейси                     |             | 2005         | [ 20 ]   |
| Южная Каролина    | Бойкин-спаниель               |             | 1985         | [ 21 ]   |

### Предполагавшиеся символы
В таблице ниже представлены породы собак, которые были предложены, но не были приняты или пока ещё не приняты в качестве официального символа.
| Штат      | Порода              | Изображение | Год выдвижения | Источник |
| --------- | ------------------- | ----------- | -------------- | -------- |
| Вашингтон | Сибирский хаски     |             | 2004           | [ 11 ]   |
| Джорджия  | Золотистый ретривер |             | 1991           | [ 10 ]   |
| Канзас    | Керн-терьер         |             | 2012           | [ 22 ]   |